# Lupinus rotundiflorus
Lupinus rotundiflorus är en ärtväxtart som beskrevs av Marcus Eugene Jones. Lupinus rotundiflorus ingår i släktet lupiner, och familjen ärtväxter. Inga underarter finns listade i Catalogue of Life.